# Авантитул

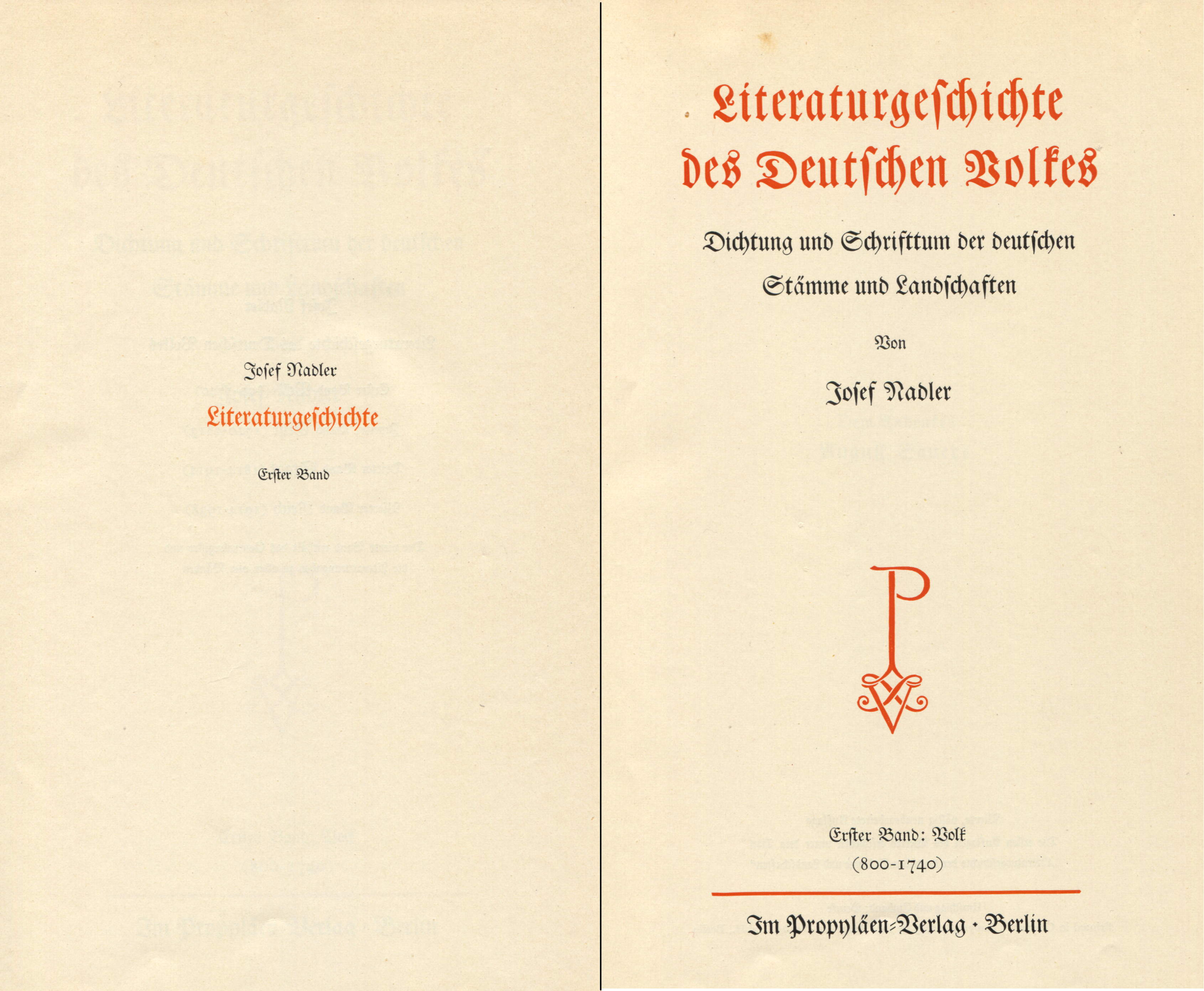
Авантитул (праворуч)

Аванти́тул (від франц. avant — перед та лат. titulus — надпис, заголовок) — перша сторінка книжкового блоку, один з титульних елементів декоративно-композиційного призначення, який з'являється у книзі, як правило, за наявності контртитулу або фронтиспису; містить деяку частину вихідних даних: видавничу марку (або назву видавництва), або марку серії, рідше — епіграф, присвяту, лозунг; називається також фортитулом, або вихідним аркушем.